# Sockington

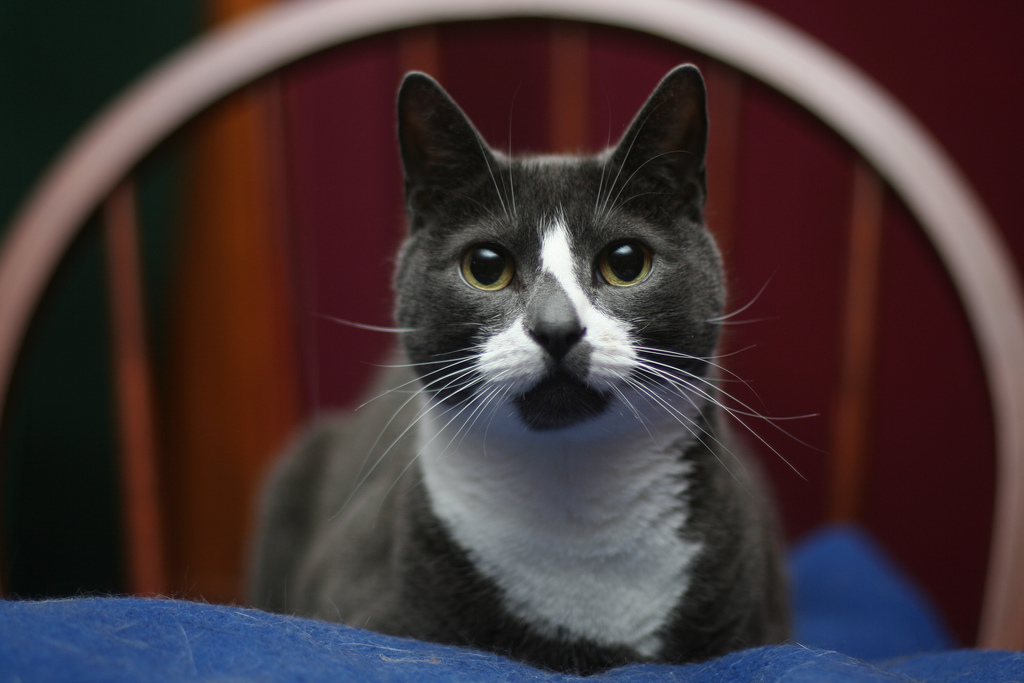
Ảnh báo chí chính thức của Sockington.

Mèo Sockington (còn được gọi là Sockamillion hoặc Sock) là một con mèo nhà sống ở Waltham, Massachusetts. Nó đã đạt được danh tiếng quy mô lớn thông qua trang mạng xã hội Twitter; đồng chủ sở hữu của nó là Jason Scott, một nhà lưu trữ và sử gia Internet, đã thường xuyên đăng bài từ tài khoản Twitter của Sockington kể từ cuối năm 2007. Tính đến tháng 7 năm 2018, tài khoản của Sockington có hơn 1,2 triệu người theo dõi, nhiều trong số đó là tài khoản thú cưng.
Sockington là một con mèo nhà lông ngắn có bộ lông màu xám và trắng. Nó được phát hiện khi đi lạc bên ngoài ga tàu điện ngầm Boston năm 2004.
Vào tháng 7 năm 2014, tạp chí Parade đã gọi Sockington là "Người chơi thú cưng Quyền lực" và đưa tê nó vào vị trí số 1 trong danh sách các động vật cưng tác động đến truyền thông xã hội của họ.
Từ năm 2007 đến tháng 1 năm 2009, tài khoản Sockington đã tăng lên 10.000 người theo dõi. Vào tháng 2 năm 2009, tài khoản Sockington đã được thêm vào danh sách "nguồn cấp dữ liệu được đề xuất" của Twitter, làm cho nó trở thành một trong những tài khoản được đề xuất cho tất cả người dùng mới tham gia. Điều này gây ra sự mở rộng nhanh chóng của tài khoản với tốc độ từ 500-5.000 người theo dõi mới mỗi ngày. Đến tháng 5 năm 2009, tài khoản đã có nửa triệu người theo dõi, khiến tờ báo Anh Độc lập gọi anh là "megastar mới nhất của Twitter". Vào tháng 7, con số này là hơn 750.000. Vào tháng 8 năm 2009, con số đó đã vượt qua 1 triệu. Tính đến tháng 5 năm 2010, Sockington có hơn 1,5 triệu người theo dõi, khiến nó trở thành nguồn cấp dữ liệu Twitter phổ biến thứ 98.